# 이븐 더 레인
이븐 더 레인(Tambien la Lluvia, Even The Rain)은 스페인, 멕시코, 프랑스에서 제작된 이시아 볼레인 감독의 2010년 드라마 영화이다. 가엘 가르시아 베르날 등이 주연으로 출연하였고 후안 고든 등이 제작에 참여하였다.

## 출연

### 주연
- 가엘 가르시아 베르날
- 루이스 토사

### 조연
- 카라 엘레할데
- 카를로스 샌토스
- 라울 아레발로
- 비센테 로메로
- 루이스 브레도우
- 나즈와 님리
- 호르헤 오티즈
- 후안 카롤로스 아두바리

## 제작진
- 공동제작: 에릭 엘트메이어
- 공동제작: 모니카 로자노 세라노
- 조감독: 패트리시오 로메이
- 음향: 에밀리오 코르테스
- 미술: 후안 페드로 드 가스파
- 특수효과: 구스타보 하리 파리아스
- 분장: 카멜르 솔러
- 헤어: 파코 로드리게즈
- 의상: 소니아 그랜드
- 배역: 에바 레이라
- 배역: 요란더 세라노
- 프로덕션매니저: 크리스티나 주마라가

## 같이 보기
- 스페인 영화